# Inwa (Mjanma)
Inwa (birm. အင်းဝမြို့ /ʔɪ́ɴwa̰ mjo̰/; dawniej Ava) – miasto w środkowej Mjanmie, w prowincji Mandalaj, ok. 25 km na południe od miasta Mandalaj, na lewym brzegu rzeki Irawadi obok ujścia rzeki Myitnge. Nazwa formalna w języku pali to Ratanapura, Miasto Klejnotów. Z miastem Sikong, leżącym na drugim brzegu rzeki, łączy je długi na 1796 m most, do lat 90. XX wieku roku jedyny most na Irawadi.

## Historia
Miasto zostało założone w 1364 roku przez króla Thadominbya, po zdobyciu Królestwa Sikongu (Sagaing) przez Szanów. Ava była stolicą Królestwa Ava w latach 1364–1555, następnie dynastii Taungngu - 1599–1752 oraz dynastii Konbaung dwukrotnie - 1765–1783 i 1823–1841. W 1841 roku, po niszczycielskim trzęsieniu ziemi, stolicę przeniesiono do Amayabuyi, a wkrótce potem do Mandalaj. 

## Turystyka
Ruiny starożytnej stolicy Ava są popularnym celem jednodniowych wycieczek dla turystów przebywających w Mandalaj. 

### Atrakcje turystyczne
- Htihlaing Shin Paya - stupa wybudowana przez króla Kjanzitthę w okresie dynastii Pagan w XI wieku
- Maha Aung Mye Bonzan – klasztor buddyjski założony przez Nanmadaw Mè Nu, żonę króla Bagyidawa, w 1818. Znany także jako Mè Nu Ok Kyaung
- Wieża obserwacyjna Nanmyin – wysoka na 27 m jedyna pozostałość po pałacu królewskim
- Most na Irawadi – most zbudowany przez Brytyjczyków w 1934 r, zburzony podczas II wojny światowej i odbudowany w 1954, po odzyskaniu przez Mjanmę niepodległości.

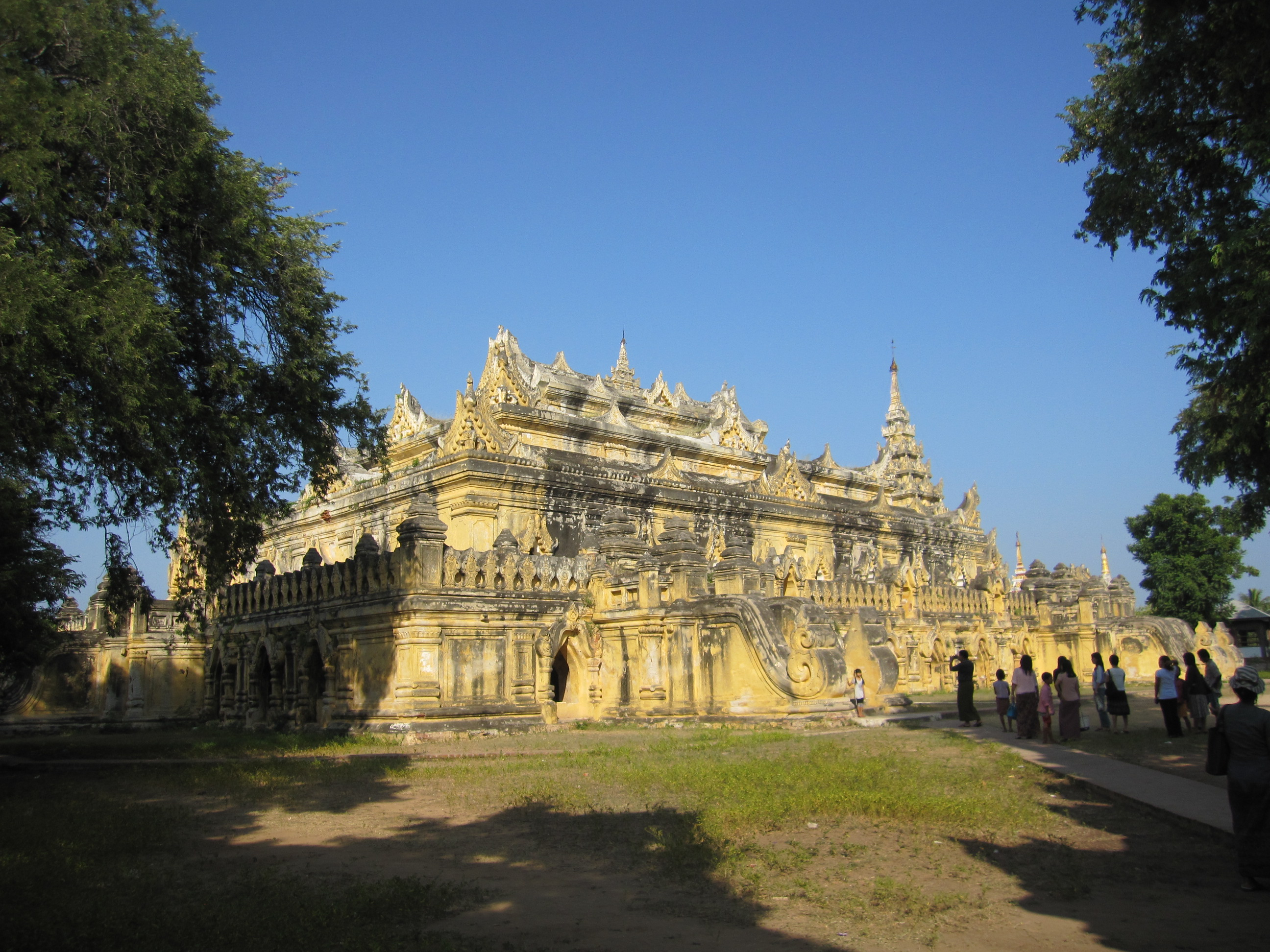
Mè Nu Ok Kyaung
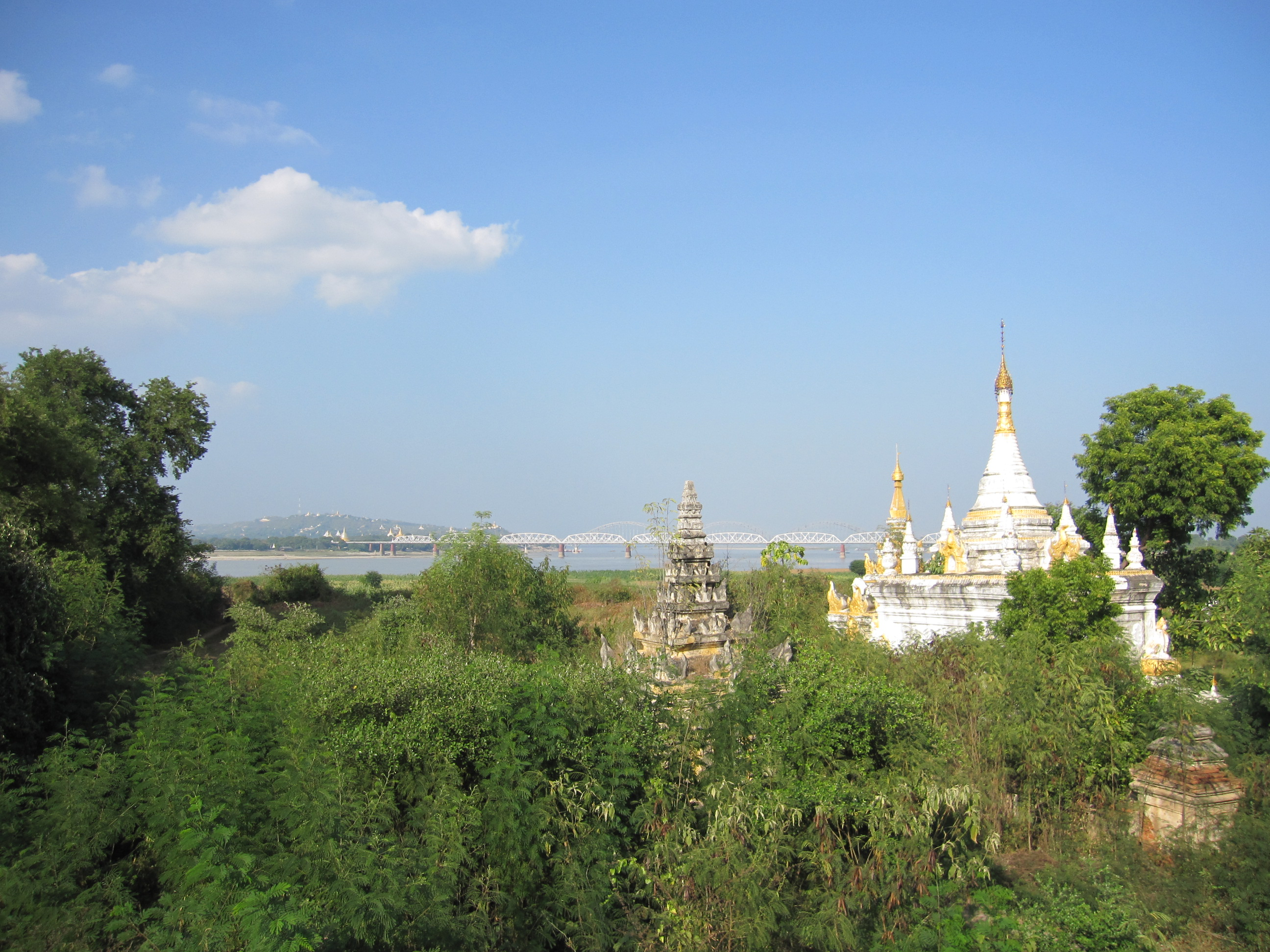
Most Ava